# انتحاء بيئي
الانتحاء البيئي أو الكائنات محدودة الاستضافة يشير إلى مسببات المرض مثل الفيروسات أو الجرثومات التي لا يكون لها إلا مجموعة محدودة من المضيفين ويمكن أن تصيب جنسًا واحدًا فقط أو مجموعة من الأجناس أو خطوط مستنبتات الخلايا.